# Вольница 2-я
Вольница 2-я — опустевший поселок в Клинцовском районе Брянской области, в составе Гулёвского сельского поселения.

## География
Находится в западной части Брянской области на расстоянии приблизительно 11 км на юго-запад по прямой от железнодорожного вокзала станции Клинцы.

## История
На карте 1869 года здесь был отмечен хутор Васильевский. 
Под своим нынешним названием был известен с 1920-х годов. 
На карте 1941 года отмечен как поселение с 54 дворами. 
До 1974 в Гастёнском сельском совете, 
В 1974-1986 в Гулёвском сельском совете, 
В 1986-2005 в Туроснянском сельском совете.

## Население
Численность населения: 0 человек (2002), 2 человек (2010), 3 человека (2013), 2 человека (2017).
Будет упразднен как фактически не существующий в связи с переселением всех жителей на постоянное место жительства в другие населённые пункты.